# Мелитопольский городской совет
Мелитопольский городской совет (укр. Мелітопольська міська рада) — законодательное собрание Мелитополя Запорожской области Украины. Численность составляет 60 депутатов. Секретарём совета является Сергей Минько, одновременно исполняющий обязанности Мелитопольского городского головы.

## История

### 1 созыв (1990—1994)
Избран на региональных выборах в марте 1990 года.
Председатель с апреля 1990 по февраль 1991 — Анатолий Мангул.

### 2 созыв (1994—1998)
Избран на региональных выборах в марте 1994 года.

### 3 созыв (1998—2002)
Избран на региональных выборах 29 марта 1998 года.

### 4 созыв (2002—2006)
Избран на региональных выборах 31 марта 2002 года. Секретарь — Сергей Вальтер.

### 5 созыв (2006—2010)
Избран на региональных выборах 26 марта 2006 года. Состоял из 60 депутатов, избранных по партийным спискам.
Секретарь — Сергей Вальтер.

### 6 созыв (с 2010)
Избран на региональных выборах 31 октября 2010 года.
Из 60 депутатов 30 были избраны по партийным спискам и 30 — по одномандатным округам. Всего в горсовете оказались представлены 12 партий:
| Партии по числу депутатов                 | Партии по числу депутатов | Партии по числу депутатов | Партии по числу депутатов | Партии по числу депутатов |
| ----------------------------------------- | ------------------------- | ------------------------- | ------------------------- | ------------------------- |
| Партия регионов (41)                      |                           |                           | 68.3 %                    |                           |
| Коммунистическая партия Украины (5)       |                           |                           | 8.3 %                     |                           |
| Народная партия Украины (2)               |                           |                           | 3.3 %                     |                           |
| Батькивщина (2)                           |                           |                           | 3.3 %                     |                           |
| Сильная Украина (2)                       |                           |                           | 3.3 %                     |                           |
| Социалистическая партия Украины (2)       |                           |                           | 3.3 %                     |                           |
| Аграрная партия Украины (1)               |                           |                           | 1.7 %                     |                           |
| Всеукраинская партия мира и единства (1)  |                           |                           | 1.7 %                     |                           |
| Народная власть (1)                       |                           |                           | 1.7 %                     |                           |
| Европейская партия Украины (1)            |                           |                           | 1.7 %                     |                           |
| Союз Левых Сил (1)                        |                           |                           | 1.7 %                     |                           |
| Социал-демократическая партия Украины (1) |                           |                           | 1.7 %                     |                           |

Секретари:
- Полячёнок, Артур Александрович (до 30 ноября 2012[6])
- Барыбин, Александр Николаевич (30 ноября 2012[7] — до 7 июня 2013[8])
- Чаппа, Андрей Фёдорович (7 июня 2013[8] — 28 февраля 2014[9])
- Минько, Сергей Анатольевич (с 28 февраля 2014[10])

С 8 февраля 2013, в связи с отстранением находящегося под следствием Сергея Вальтера от должности Мелитопольского городского головы, секретарь Мелитопольского городского совета исполняет обязанности городского головы
17 марта 2012 года «Сильная Украина» объединилась с Партией регионов. Также объединились и их фракции в мелитопольском горсовете.
В феврале 2014 года, во время обострения борьбы на Евромайдане, 3 депутата горсовета вышли из Партии регионов.

## Списки депутатов

### 5 созыв (2006—2010)
Неполный список депутатов:
1. Бабуха Владимир Анатольевич — БЮТ
2. Балицкий Олег Витальевич — Блок Литвина
3. Барыбин Александр Николаевич — ПР
4. Бенда Евгений Иванович — ПР
5. Брустинов Владимир Михайлович — ПР
6. Вальтер, Сергей Георгиевич — ПР, секретарь горсовета[2]
7. Вильшанская Надежда Ивановна — ПР
8. Волошина Любовь Васильевна — «Вече»
9. Генов Тарас Сергеевич — Блок Витренко
10. Говорков Валерий Викторович — ПР
11. Головинов Владимир Николаевич — Блок Литвина
12. Горбань Владимир Степанович — БЮТ
13. Громыко Сергей Петрович — ПР
14. Дихтерёв Юрий Григорьевич — ПР
15. Драченко Анатолий Анатольевич — Блок Витренко
16. Загумённая Л. И.
17. Зварыч Алексей Александрович — ПР
18. Зубарев Максим Юрьевич — КПУ
19. Карандаш Николай Михайлович — «Наша Украина»
20. Карновская Галина Александровна — «Наша Украина»
21. Кобка Виталий Анатольевич — ПР
22. Козлов Алексей Александрович — ПР
23. Коломиец Сергей Владимирович — ПР
24. Коротков Александр Сергеевич — «Не так!»
25. Кошкин Валериан Никандрович — КПУ
26. Кюрчев В. Н.
27. Мамонова Елизавета Ивановна — КПУ
28. Масинец Иван Степанович — ПР
29. Мельников Игорь Владимирович — ПР
30. Милич В. Л.
31. Миронова Светлана Марковна — Блок Витренко
32. Мищенко Валерий Иванович — «Наша Украина»
33. Мусатов Андрей Геннадьевич — ПР
34. Мутев Сергей Фёдорович — ПР
35. Овчаренко Владимир Геннадиевич — Блок Витренко
36. Онищук Юрий Петрович — ПР
37. Очеретько Игорь Валерьевич — ПР
38. Пак А. А.
39. Перебейнос Анатолий Николаевич — ПР
40. Плаксин Сергей Николаевич — ПР
41. Покрасенко Алевтина Григорьевна — БЮТ
42. Попов Валентин Николаевич — «Вече»
43. Приступа Анна Владимировна — Блок Витренко
44. Пруденко Юрий Иванович — ПР
45. Райнов Андрей Николаевич — ПР
46. Рудакова Ирина Владимировна — ПР
47. Сакун Владислав Вячеславович — ПР
48. Середа Сергей Николаевич — БЮТ
49. Соколов, Валерий — добран по квоте КПУ на место Сергея Яковишина в ноябре 2006[15]
50. Сурков Иван Павлович — Блок Витренко
51. Топалова А. И.
52. Фалько Александр Александрович — ПР
53. Фёдоров Сергей Иванович — ПР
54. Хоменко Александр Петрович — ПР
55. Черкасов Александр Афанасьевич — ПР
56. Шанин Геннадий Иванович — «Не так!»
57. Шишманова Екатерина Пантелеевна — «Не так!»
58. Щербина Александр Владимирович — ПР
59. Ялпачик В. Ф.

Выбывшие депутаты:
1. Яковишин, Сергей — КПУ, в ноябре 2006 сложил с себя депутатские полномочия в связи с переездом из Мелитополя[15]

### 6 созыв (с 2010)
Список депутатов:
1. Андрос Николай Васильевич — округ № 12, Партия регионов
2. Барыбин, Александр Николаевич — округ № 3, Партия регионов, секретарь горсовета (30 ноября 2012[7] — 7 июня 2013[8]), и. о. городского головы (8 февраля[11] — 7 июня 2013[8])
3. Бойко Светлана Александровна — по спискам Партия регионов, в феврале 2014 во время Евромайдана покинула фракцию[13]
4. Брустинов Владимир Михайлович — округ № 22, ПР
5. Вильшанская Надежда Ивановна — округ № 13, Партия регионов
6. Генов Тарас Сергеевич — округ № 17[17], КПУ, избран 14.07.2013 (на место погибшего Олега Балицкого)
7. Гневковский Павел Станиславович — по спискам Партии регионов
8. Говорков Валерий Викторович — по спискам Партии регионов
9. Громыко Сергей Петрович — округ № 19, Партия регионов
10. Дубинина Елена Васильевна — округ № 18, Партия регионов
11. Дунаев Олег Вячеславович — по спискам Партии регионов
12. Елисеев Игорь Анатольевич — по спискам Партии регионов
13. Жидкевич Николай Григорьевич — по спискам СПУ
14. Зубарев Максим Юрьевич — по спискам КПУ
15. Иванова Наталья Анатольевна — по спискам Партии регионов
16. Ильчук Светлана Николаевна — по спискам «Сильной Украины», с марта 2012 в Партии регионов (после объединения «Сильной Украины» и ПР[12]), в феврале 2014 во время Евромайдана покинула фракцию[13]
17. Каламбет Геннадий Григорьевич — по спискам «Сильной Украины», с марта 2012 в Партии регионов (после объединения «Сильной Украины» и ПР[12])
18. Карновская Галина Александровна — по спискам Партии регионов
19. Касярум Сергей Александрович — по спискам Партии регионов
20. Кобка Виталий Анатольевич — округ № 2, Союз Левых Сил
21. Козлов Алексей Александрович — округ № 30, Партия регионов
22. Кологойда Артем Николаевич — по спискам Партии регионов
23. Коломиец Сергей Владимирович — округ № 23, Партия регионов, в феврале 2014 во время Евромайдана покинул фракцию[13]
24. Купреенко Сергей Владимирович — по спискам Коммунистической партии Украины
25. Кюрчев Сергей Владимирович — округ № 16, АПУ
26. Лябах Валерий Алексеевич — округ № 21, НПУ
27. Мамонова Елизавета Ивановна — по спискам Коммунистической партии Украины
28. Маслов Игорь Александрович — округ № 5, Партия регионов
29. Маслов Михаил Борисович — округ № 25, Партия мира и единства
30. Маслов Павел Борисович — округ № 1, Партия регионов
31. Минько, Сергей Анатольевич — по спискам Партии регионов, секретарь горсовета и и. о. городского головы (с 28 февраля 2014), в связи с избранием секретарём горсовета вышел из Партии регионов
32. Миц Владимир Фёдорович — округ № 11, Партия регионов
33. Мищенко Валерий Иванович — округ № 10, СДПУ
34. Никулина Тамара Петровна — по спискам Партии регионов
35. Овчаренко Владимир Геннадьевич — округ № 26, Партия регионов
36. Онищук Юрий Петрович — по спискам Партии регионов
37. Орлов Виктор Эммануилович — округ № 9, Народная власть
38. Очеретько Игорь Валерьевич — округ № 24, Партия регионов
39. Пашко Иван Фёдорович — округ № 29, Партия регионов
40. Перебейнос Анатолий Николаевич — округ № 20, Партия регионов
41. Петрова Екатерина Александровна — по спискам «Батькивщины»
42. Пилипенко Александр Сергеевич — по спискам Партии регионов
43. Полячёнок, Артур Александрович — по спискам Партии регионов, секретарь горсовета (до 30 ноября 2012[6])
44. Попов Сергей Васильевич — по спискам Партии регионов
45. Рыжков Александр Николаевич — округ № 14, Партия регионов
46. Сажнева Марина Викторовна — по спискам «Батькивщины»
47. Сакун Владислав Вячеславович — округ № 4, ЕПУ
48. Сидорчук Иван Яковлевич — округ № 28, Партия регионов
49. Тимофеев Павел Анатольевич — по спискам Партии регионов

1. Трошина Елена Джоновна — округ № 27, НПУ
2. Трухин Дмитрий Геннадьевич — по спискам Коммунистической партии Украины
3. Фалько Александр Александрович — по спискам Партии регионов
4. Фёдоров Иван Сергеевич — по спискам Партии регионов

1. Фёдоров Сергей Иванович — округ № 6, Партия регионов
2. Чаппа, Андрей Фёдорович — округ № 15, Партия регионов, секретарь горсовета и и. о. городского головы Мелитополя (7 июня 2013[8] — 28 февраля 2014)
3. Чернер Марк Абрамович — округ № 7, Партия регионов
4. Чупровский Николай Петрович — по спискам Партии регионов
5. Шепель Сергей Николаевич — по спискам Партии регионов
6. Ялпачик Вадим Фёдорович — округ № 8, Партии регионов
7. Ялпачик Владимир Фёдорович — по спискам Социалистической партии Украины

Выбывшие депутаты:
1. Балицкий Олег Витальевич — по спискам Партии регионов, погиб 05.05.2013[18]
2. Вальтер Сергей Георгиевич — по спискам Партии регионов, выбыл 08.11.2010 (через 3 дня после избрания) в связи с избранием Мелитопольским городским головой
3. Ярощук Владимир Иванович — по спискам Партии регионов, выбыл 29.11.2010 по собственному заявлению